# Clément Gourju
Pour les articles homonymes, voir Gourju.
 (mars 2025).
Clement Gourju, né le 28 février 1814 à Lyon où il est mort le 29 décembre 1899, est un philosophe catholique français.  Il est surtout connu par ses manuels de philosophie plusieurs fois réédités.

## Biographie
Fils de Pierre Gourju, il fut l'un des élèves préférés de l'abbé Noirot (1793-1880), (professeur de philosophie au lycée de Lyon de 1827 à 1852 et recteur de l'académie de Lyon de 1854 à 1856).
Clément Gourju enseigna la philosophie aux collèges et lycées de Roanne, Moulins, Bourg-en-Bresse et Rennes, fut principal du collège de Roanne, et chef d'institution à Dijon et à Lyon, et donna, après sa retraite, des cours de philosophie aux Facultés catholiques de Lyon.
Il s'était distingué pendant sa jeunesse en alertant l'opinion catholique sur l'enseignement du philosophe cartésien Francisque Bouillier, nommé en 1839 à la chaire de philosophie de la Faculté des lettres de Lyon, dont l'enseignement, dans la lignée de Victor Cousin, tendait à affranchir la métaphysique du dogme chrétien.
Il est le père de l'homme politique Antonin Gourju.

## Polémiste
Participe en 1840 à la polémique autour de Lamennais, avec Le Christianisme jugé par la raison commune dans le système de Lamennais, par M. P. C. Gourju. Dédié aux élèves de M. Noirot. [Lyon : impr. De Périsse frères, in-8, 146 p., s-d].
Porte-parole des opinions catholiques, il attaque l’enseignement de Francisque Bouillier (1813-1899), lorsque celui-ci commence son enseignement à la Faculté des lettres de Lyon, dans une brochure : Note sur le retour au christianisme par la philosophie, à l’occasion du discours d’ouverture prononcé par M. Bouillier, professeur à la Faculté des lettres de Lyon, par M. P. C. Gourju [Roanne : impr. de Périsse, in-4, 1840] 
« Les quelques mots qui ont été blâmés dans la profession de foi émise par M. Bouillier lui viennent de la bouche de M. Cousin, nous a-t-on dit. Si cela était, le fait n’aurait rien d’honorable pour le maître ni pour le disciple. Que M. Cousin, qui flotte à tout vent de doctrine philosophique et politique, soit bien aise d’inoculer ses opinions, chacun le comprend ; mais que le jeune et brillant professeur ne veuille pas conquérir l’indépendance de son langage, c’est de quoi peuvent s’affliger les cœurs honnêtes. »

## Publications
- Le christianisme jugé par la raison commune dans le système de Lamennais, Roanne 1840
- Note sur le retour au christianisme par la philosophie, à l’occasion du discours d’ouverture prononcé par M. Bouillier, professeur à la Faculté des lettres de Lyon, Roanne : impr. de Périsse, in-4, 1840
- Précis d'un cours de philosophie élémentaire, en forme de réponses aux questions du programme officiel, 1841
- Cours de philosophie élémentaire, suivi de l'histoire de la philosophie, Paris 1843
- La vie future, écrit avec le concours de Thomas-Henri Martin, 1864
- En pays lointain, mais connu, 1877
- Premier entretien sur l'enseignement de la philosophie spiritualiste, 1877
- Monsieur l'abbé Noirot, discours prononcé à ses funérailles, le 31 mars 1880, par M. Clément Gourju
- Lettre à Monsieur Camille Flammarion, auteur de l'Astronomie populaire, 1885
- Logique des prophéties de l'Ancien et du Nouveau Testament, 1888
- La franc-maçonnerie au pied de la statue de Victor de Laprade, 1888
- Sommaires de philosophie spiritualiste, suivant l'ordre du programme officiel du baccalauréat ès lettres, 1889
- De la clarté dans l'enseignement classique de la philosophie, 1899